# Li Jinglin
Dans ce nom chinois, le nom de famille, Li, précède le nom personnel.
Li Jinglin ou Li Chin-Lin (chinois 李景林 , pinyin Lǐ Jǐnglín), aussi connu comme Li Fangchen, né en 1884 et mort en 1933, était un fonctionnaire chinois, gouverneur du Hebei et commandant la 2e armée de la Clique du Fengtian durant la période des Seigneurs de la guerre. Après sa carrière militaire, il s'installa à Nanjing, puis en 1927 à Shanghai. 
Expert en arts martiaux chinois, Li Jinglin fut très réputé en Chine pour sa maitrise du combat à l'épée (wudang jian) et du wudang quan.